# Lepidoptere
Lepidopterele (Lepidoptera) este un ordin numeros de insecte ce cuprinde moliile și fluturii. Lepidopterele cuprinde peste 180 000 de specii, grupate în 128 de familii și 47 suprafamilii, ocupând astfel locul doi, după Coleoptera.
Speciile incluse în ordinul lepidopterelor sunt caracterizate prin aripile acoperite cu solzi, doi ochi mari combinați, și un aparat bucal alungit având forma unei trompe. Aproape toate speciile au aripi membranoase, dar sunt și excepții. Larvele sunt numite omizi și sunt complet diferite ca formă. De obicei, au corp cilindric, cu un cap bine dezvoltat și cu 0 - 11 picioare.
Prin urmare, acesta este cel mai recunoscut și popular ordin de insecte, multe persoane fiind implicate în observarea, studierea, colectarea, creșterea și comercializarea acestor insecte. Unele specii prezintă un interes economic, datorită producerii mătasei și rolului de polenizatori.

## Filogenie
- Hexapoda
  - Insecta
    - Archeognathes
    - CNN (cladă nedenumită)
      - Thysanura
      - CNN
        - Odonate
        - CNN
          - Efemeroptere
          - Neoptera
            - CNN
              - CNN
                - Blattoptera
                - Mantoptera
                - Isoptera
                - Plecopteroida
                - Orthoptera
                - Dermaptera
                - Grylloblattodea
                - Embioptera
                - Phasmatodea

              - CNN
                - Zoraptera
                - Psocoptera
                - Phthiraptera
                - Hemiptera
                - Thysanoptera

            - CNN
              - CNN
                - Strepsiptera
                - Coleoptera
                - Nevroptera
                - Raphidioptera
                - Megaloptera

            - CNN
              -                 - Hymenoptera
                - Mecoptera
                - Siphonaptera
                - Diptere
                - Trichoptera
                - Lepidoptere

## Taxonomie

### Subordine
- Frenatae
- Jugatae
- Macrolepidoptera
- Microlepidoptera

### Lista familiilor
| Familie                                 | Alții o includ în                              |
| --------------------------------------- | ---------------------------------------------- |
| Acanthopteroctetidae Davis, 1978        |                                                |
| Acrolepiidae Heinemann, 1870            | Plutellidae sau Yponomeutidae                  |
| Acrolophidae                            | Tineidae                                       |
| Adelidae Bruand, 1851                   |                                                |
| Agathiphagidae Kristensen, 1967         |                                                |
| Agonoxenidae Meyrick, 1926              | Elastichidae sau Coleophoridae                 |
| Aididae                                 | Megalopygidae                                  |
| Alucitidae Leach, 1815                  |                                                |
| Anomoeotidae Hering, 1937               |                                                |
| Anomosetidae                            |                                                |
| Anthelidae Turner, 1904                 |                                                |
| Arctiidae Leach, 1815                   |                                                |
| Arrhenophanidae                         |                                                |
| Axiidae Rebel, 1919                     | Noctuidae                                      |
| Batrachedridae Heinemann & Wocke, 1876  | Coleophoridae sau Mompidae sau Cosmopterigidae |
| Bedelliidae Meyrick, 1880               | Lyonetiidae                                    |
| Blastobasidae Meyrick, 1894             | Coleophoridae                                  |
| Bombycidae Latreille, 1802              |                                                |
| Brachodidae Heppner, 1979               | Glyphipterigidae                               |
| Brahmaeidae Swinhoe, 1892               |                                                |
| Bucculatricidae Wallengren, 1881        |                                                |
| Callidulidae                            |                                                |
| Carposinidae Walsingham, 1897           |                                                |
| Carthaeidae Common, 1966                |                                                |
| Castniidae Boisduval, [1828],           |                                                |
| Cecidosidae                             | Incurvariidae                                  |
| Choreutidae Stainton, 1854              | Glyphipterigidae                               |
| Coleophoridae Bruand, 1851              |                                                |
| Copromorphidae                          |                                                |
| Cosmopterigidae Heinemann & Wocke, 1876 |                                                |
| Cossidae Leach, 1815                    |                                                |
| Crambidae Latreille, 1810               | Pyralidae                                      |
| Crinopterygidae Spuler, 1898            |                                                |
| Cyclotornidae Meyrick, 1912             |                                                |
| Dalceridae Dyar, 1898                   |                                                |
| Doidae Donahue & Brown, 1987            | Arctiidae                                      |
| Douglasiidae Heinemann & Wocke, 1876    |                                                |
| Drepanidae Boisduval, 1828              |                                                |
| Dudgeoneidae Brock, 1971                |                                                |
| Elachistidae Bruand, 1851               |                                                |
| Endromidae Meyrick, 1895                |                                                |
| Epermeniidae Spuler, 1910               |                                                |
| Epicopeiidae                            |                                                |
| Epipyropidae Dyar, 1903                 |                                                |
| Eriocottidae Spuler, 1898               | Incurvariidae                                  |
| Eriocraniidae Tutt, 1899                |                                                |
| Ethmiidae Busck, 1909                   | Elachistidae                                   |
| Eupterotidae Swinhoe, 1892              |                                                |
| Galacticidae                            | Plutellidae                                    |
| Gelechiidae Stainton, 1854              |                                                |
| Geometridae Leach, 1815                 |                                                |
| Glyphipterigidae Stainton, 1854         |                                                |
| Gracillariidae Stainton, 1854           |                                                |
| Hedylidae                               | Geometridae                                    |
| Heliodinidae Heinemann & Wocke, 1876    |                                                |
| Heliozelidae Heinemann & Wocke, 1877    |                                                |
| Hepialidae Stephens, 1829               |                                                |
| Hesperiidae Latreille, 1809             |                                                |
| Heterobathmiidae                        | Micropterigidae                                |
| Heterogynidae Herrich-Schäffer, 1846    |                                                |
| Himantopteridae Rogenhofer, 1884        |                                                |
| Holcopogonidae Gozmany, 1967            | Autostichidae                                  |
| Hyblaeidae                              |                                                |
| Immidae Heppner, 1977                   | Glyphipterigidae                               |
| Incurvariidae Spuler, 1898              |                                                |
| Lacturidae                              | Yponomeutidae                                  |
| Lasiocampidae Harris, 1841              |                                                |
| Lecithoceridae Le Marchand, 1947        | Gelechiidae                                    |
| Lemoniidae Dyar, 1896                   |                                                |
| Limacodidae Duponchel, 1845             |                                                |
| Lophocoronidae Common, 1973             |                                                |
| Lycaenidae Leach, 1815                  |                                                |
| Lymantriidae Hampson, 1893              |                                                |
| Lyonetiidae Stainton, 1854              |                                                |
| Lypusidae Heinemann, 1870               | Tineidae sau Psychidae sau Yponomeutidae       |
| Megalopygidae Herrich-Schäffer, 1855    |                                                |
| Metachandidae Meyrick, 1911             | Oecophoridae sau Gelechiidae                   |
| Micropterigidae Herrich-Schäffer, 1855  |                                                |
| Mimallonidae Burmeister, 1878           |                                                |
| Mirinidae                               | Bombycidae                                     |
| Mnesarchaeidae                          |                                                |
| Momphidae Herrich-Schäffer, 1857        | Coleophoridae                                  |
| Neopseustidae                           |                                                |
| Neotheoridae Kristensen, 1978.          |                                                |
| Nepticulidae Stainton, 1854             |                                                |
| Noctuidae Latreille, 1809               |                                                |
| Nolidae Hampson, 1894                   | Noctuidae                                      |
| Notodontidae Stephens, 1829             |                                                |
| Nymphalidae Swainson, 1827              |                                                |
| Oecophoridae Bruand, 1851               |                                                |
| Oenosandridae Miller, 1991              | Notodontidae (Thaumatopoeidae)                 |
| Opostegidae Meyrick, 1893               |                                                |
| Palaeosetidae                           |                                                |
| Palaephatidae                           | Tineidae                                       |
| Pantheidae Smith, 1898                  | Noctuidae                                      |
| Papilionidae Latreille, 1802            |                                                |
| Pieridae Duponchel, 1835                |                                                |
| Plutellidae Guenee, 1845                | Yponomeutidae                                  |
| Prodoxidae Riley, 1881                  |                                                |
| Prototheoridae                          |                                                |
| Psychidae Boisduval, 1828               |                                                |
| Pterolonchidae Meyrick, 1918            | Coleophoridae                                  |
| Pterophoridae Zeller, 1841              |                                                |
| Pyralidae Latreille, 1802               |                                                |
| Riodinidae Grote, 1895                  | Lycaenidae                                     |
| Roeslerstammiidae Bruand, 1850          |                                                |
| Saturniidae Boisduval, 1837             |                                                |
| Schreckensteiniidae Fletcher, 1929      |                                                |
| Scythrididae Rebel, 1901                |                                                |
| Sematuridae                             |                                                |
| Sesiidae Boisduval, 1828                |                                                |
| Simaethistidae                          | Pyralidae                                      |
| Somabrachyidae Hampson, 1920            | Megalopygidae                                  |
| Sphingidae Latreille, 1802              |                                                |
| Symmocidae Gozmany, 1957                | Autostichidae                                  |
| Thyrididae Herrich-Schäffer, 1846       |                                                |
| Tineidae Latreille, 1810                |                                                |
| Tineodidae Meyrick, 1885                |                                                |
| Tischeriidae Spuler, 1898               |                                                |
| Tortricidae Latreille, 1802             |                                                |
| Uraniidae                               |                                                |
| Urodidae Kyrki, 1984                    |                                                |
| Whalleyanidae                           | Thyrididae                                     |
| Yponomeutidae Stephens, 1829            |                                                |
| Ypsolophidae Guenée, 1845               | Yponomeutidae                                  |
| Zygaenidae Latreille, 1809              |                                                |